# لعبة منتصف الليل
لعبة منتصف الليل هو فيلم من نوع رعب أُصدر في 2013. الفيلم من توزيع Anchor Bay Entertainment ‏، وهو من إخراج A. D. Calvo ‏.

## القصة
تقع أحداث الفيلم في كونيتيكت. وقصة الفيلم الرئيسية حول فوق الطبيعي.

## وصلات خارجية
- لعبة منتصف الليل على موقع IMDb (الإنجليزية)
- لعبة منتصف الليل على موقع روتن توميتوز (الإنجليزية)
- لعبة منتصف الليل على موقع ألو سيني (الفرنسية)
- لعبة منتصف الليل على موقع أول موفي (الإنجليزية)
- لعبة منتصف الليل على موقع فيلمافينيتي (الإسبانية)
- لعبة منتصف الليل على موقع قاعدة بيانات الفيلم (الإنجليزية)
- لعبة منتصف الليل على موقع ليتربوكسد (الإنجليزية)
- لعبة منتصف الليل على موقع كينوبويسك (الروسية)